# Memphis Fire
I Memphis Fire sono stati una franchigia di pallacanestro della USBL, con sede a Memphis, in Tennessee, attivi dal 1994 al 1995.
Disputarono solo due campionati, sempre con record inferiori al 50%. Si sciolsero alla fine del campionato 1995.

## Stagioni
| Stagione | Lega | Denominazione | V  | P  | %    | Piazzamento | Play-off |
| -------- | ---- | ------------- | -- | -- | ---- | ----------- | -------- |
| 1994     | USBL | Memphis Fire  | 9  | 17 | 34,6 | 8º          | -        |
| 1995     | USBL | Memphis Fire  | 10 | 16 | 38,5 | 6º          | -        |